# SPHERE

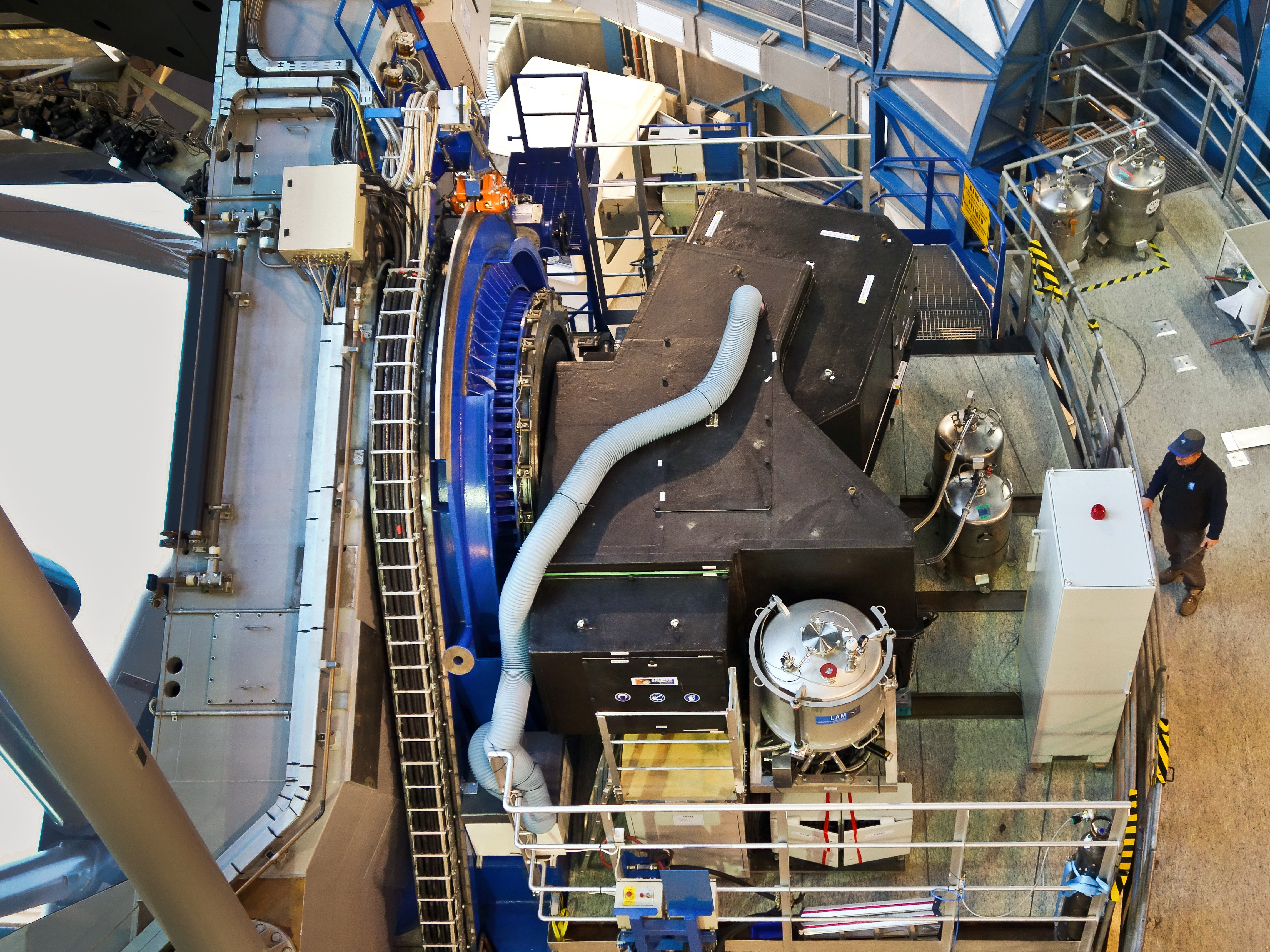
SPHERE (il contenitore nero e il cilindro argentato) collegato con il VLT

SPHERE (Spectro-Polarimetric High-contrast Exoplanet REsearch) è un sistema ottico spettrografico ad alto contrasto installato sull'unità 3 (UT3) del Very Large Telescope, presso l'osservatorio del Paranal, gestito dall'ESO.

## Caratteristiche
Lo strumento, dotato di ottica adattiva avanzata e coronografia, opera congiuntamente a tre sottosistemi ottimizzati per fornire un'alta qualità dell'immagine e prestazioni di contrasto in un campo visivo ristretto:
- ZIMPOL (Zurich Imaging Polarimeter): un polarimetro che produce immagini vicine al valore di diffrazione limitante e immagini polarimetriche differenziali (DPI) con una risoluzione di 15 mas nello spettro visibile.
- IFS: un'unita spettroscopica a campo integrale che produce un cubo di dati (datacube) di 38 immagini contemporanee monocromatiche.
- IRDIS (infra-red dual imaging and spectrograph): un visualizzatore (imager) e spettrografo a doppia banda a infrarossi

## Ricerca e risultati scientifici
- Grazie a SPHERE, a luglio 2020 è stata effettuata la prima fotografia comprendente più pianeti in un sistema multiplanetario.[2] Il sistema suddetto dista 310 anni luce ed è costituito da due pianeti gioviani orbitanti intorno ad una stella, TYC 8998-760-1, simile al sole. I due pianeti, aventi massa di 14 e 6 volte quella di Giove distano rispettivamente circa 160 e 320 volte la distanza Terra-Sole.[3]